# Góry (powiat białobrzeski)
Góry – wieś w Polsce położona w województwie mazowieckim, w powiecie białobrzeskim, w gminie Promna.
Wieś szlachecka położona była w drugiej połowie XVI wieku w powiecie grójeckim ziemi czerskiej województwa mazowieckiego. W latach 1975–1998 miejscowość należała administracyjnie do województwa radomskiego.
Wieś jest sołectwem w gminie Promna. 
Pierwsze wzmianki o wsi pochodzą z 1416, jej nazwa brzmiała wówczas Gor i związana była z rzeźbą terenu. W 1576 miejscowość nazywała się Gorry i była własnością Andrzeja Gniewosza. W 1827 we wsi mieszkały 144 osoby. W 1921 mieszkańców było 327.